# Aéroport de Lábrea
L'Aéroport de Lábrea (code IATA : LBR • code OACI : SWLB) est l'aéroport de la ville de Lábrea au Brésil.

## Compagnies aériennes et destinations
| Compagnies        | Destinations |
| ----------------- | ------------ |
| MAP Linhas Aéreas | Manaus       |

## Situation
L'aéroport est situé à 5 km du centre-ville de Lábrea.
| \| 200 km1:42 212 000 \| São Paulo-Guarulhos São Paulo-Congonhas Brasília Rio-Galeão Belo Horizonte Campinas Rio-Santos-Dumont Recife Porto Alegre Salvador Fortaleza Curitiba Florianópolis Belém Vitória Goiânia Manaus Navegantes |
| 200 km1:42 212 000 |